# کیم ره وون
کیم ره وون (کره‌ای: 김래원؛ زادهٔ ۱۹ مارس ۱۹۸۱) بازیگر اهل کره جنوبی است. او در ابتدا به خاطر حضور در مجموعهٔ کمدی رمانتیک گربه‌های روی پشت بام به شهرت رسید و از آن زمان در فیلم‌های عروس کوچک من (۲۰۰۴)، گل‌آفتاب‌گردان (۲۰۰۶)، زندان (۲۰۱۷) و مجموعه‌های تلویزیونی داستان عشق در هاروارد (۲۰۰۴)، قول هزار روزه (۲۰۱۱)، پانچ (۲۰۱۴–۲۰۱۵)، پزشکان (۲۰۱۶)، شوالیه سیاه: مردی که از من محافظت می‌کند (۲۰۱۸) و نیروهای امداد (۲۰۲۲) ایفای نقش کرده‌است. سریال مورد علاقه بیشتر طرفداران وی سریال پزشکان در سال 2016 است هر چند که تمام سریال های زیبا کیدراما در سال 2016 (به نسبت ساهای دیگر)ساخته شده است.

## حرفه
کیم ره وون در ابتدا می‌خواست که بازیکن حرفه‌ای بسکتبال شود اما وقتی تاندوم مچ پایش آسیب دید، به این رؤیای کودکی‌اش پایان داد، و او به بازیگری روی آورد و در دانشگاه چونگ-آنگ در رشتهٔ تئاتر و فیلم تحصیل کرد. او حرفهٔ بازیگری خود را در سال ۱۹۹۷ در دوران دبیرستان و در درام نوجوانانهٔ «مرا» در نقش یک تازه‌کار باشگاه پخش آغاز کرد. به دنبال آن در درام نوجوانانهٔ دیگر با نام مدرسه ۲ (۱۹۹۹) و فیلم سن بلوغ شکوفهٔ آلو (۲۰۰۰) بازی کرد.

## فیلم‌شناسی

### فیلم
| سال  | عنوان                    | نقش                |
| ---- | ------------------------ | ------------------ |
| ۱۹۹۸ | بوی یک مرد               | جوانی کوان هیوک سو |
| ۲۰۰۰ | هارپی                    | کانگ هیون-وو       |
| ۲۰۰۰ | شکوفهٔ آلو                | کیم جا هیو         |
| ۲۰۰۲ | ۲۴۲۴                     | هان ایک-سو         |
| ۲۰۰۳ | ... آی‌ان‌جی               | یونگ جه            |
| ۲۰۰۴ | عروس کوچک من             | پارک سانگ-مین      |
| ۲۰۰۵ | آقای سقراط               | کو دونگ هیوک       |
| ۲۰۰۶ | گل‌آفتاب‌گردان             | اوه ته شیک         |
| ۲۰۰۸ | سایهٔ گل                  | سونگ وو            |
| ۲۰۰۹ | رسوایی اینسادونگ         | لی کانگ جون        |
| ۲۰۱۳ | قهرمان کوچک من           | یو ایل هان         |
| ۲۰۱۵ | گانگنام بلوز             | بک یونگ کی         |
| ۲۰۱۷ | آر وی: قربانیان احیا شده | سو جین هونگ        |
| ۲۰۱۷ | زندان                    | سونگ یو گون        |
| ۲۰۱۹ | زنده باد پادشاه          | جانگ سه چول        |
| ۲۰۱۹ | کریزی رومنس              | جه هون             |
| ۲۰۲۲ | دسی‌بل                    | کانگ دو یونگ       |

### مجموعه تلویزیونی
| سال       | عنوان                                      | نقش                    | شبکه    |
| --------- | ------------------------------------------ | ---------------------- | ------- |
| ۱۹۹۷      | مرا                                        |                        | ام‌بی‌سی  |
| ۱۹۹۸      | کلینیک سون‌پونگ                             | کیم ره وون             | اس‌بی‌اس  |
| ۱۹۹۸      | بهترین تئاتر ام‌بی‌سی «Her Flower Pot No. 1» |                        | ام‌بی‌سی  |
| ۱۹۹۹      | مدرسه ۲                                    | لی هان                 | کی‌بی‌اس۲ |
| ۱۹۹۹      | زادگاه افسانه‌ها                            | جانگ سو، گوگوریو شین‌جو | کی‌بی‌اس۲ |
| ۲۰۰۰      | 반쪽이네                                   | چوی جونگ شیک           | کی‌بی‌اس۲ |
| ۲۰۰۰      | The Thief's Daughter                       | دوک گیونگ              | اس‌بی‌اس  |
| ۲۰۰۱      | زندگی زیباست                               | لی جه مین              | کی‌بی‌اس۲ |
| ۲۰۰۱      | خانوادهٔ ووری                               | لی یونگ هون            | ام‌بی‌سی  |
| ۲۰۰۲      | عشق من پاتزی                               | کیم هیون سونگ          | ام‌بی‌سی  |
| ۲۰۰۳      | آدم‌برفی                                    | چا سونگ جون            | ام‌بی‌سی  |
| ۲۰۰۳      | گربه‌های روی پشت بام                        | لی کیونگ مین           | ام‌بی‌سی  |
| ۲۰۰۴      | بگو عاشقمی                                 | کیم بیونگ سو           | ام‌بی‌سی  |
| ۲۰۰۴      | داستان عشق در هاروارد                      | کیم هیون وو            | اس‌بی‌اس  |
| ۲۰۰۶      | تو از کدوم ستاره‌ای                         | چوی سونگ هی            | ام‌بی‌سی  |
| ۲۰۰۸      | خوراک‌شناس                                  | لی سونگ چان            | اس‌بی‌اس  |
| ۲۰۱۱      | قول هزار روزه                              | پارک جی هیونگ          | اس‌بی‌اس  |
| ۲۰۱۴–۲۰۱۵ | پانچ                                       | پارک جونگ هوان         | اس‌بی‌اس  |
| ۲۰۱۶      | پزشکان                                     | هونگ جی هونگ           | اس‌بی‌اس  |
| ۲۰۱۷–۲۰۱۸ | شوالیه سیاه: مردی که از من محافظت می‌کند    | مون سو هو              | کی‌بی‌اس۲ |
| ۲۰۲۱      | لوکا: آغاز                                 | جی اوه                 | تی‌وی‌ان  |
| ۲۰۲۲      | نیروهای امداد                              | جین هو گه              | اس‌بی‌اس  |